# اوپاه کلمنت
اوپاه کلمنت (انگلیسی: Opah Clement؛ زادهٔ ۱۴ فوریهٔ ۲۰۰۱) بازیکن فوتبال اهل تانزانیا است که در حال حاضر برای باشگاه فوتبال زنان خوارز در پست مهاجم بازی می‌کند. باشگاه فوتبال زنان خوارز، در لیگ برتر فوتبال زنان مکزیک، بالاترین رده لیگ حرفه‌ای فوتبال زنان در این کشور، به فعالیت می‌پردازد.
از باشگاه‌هایی که کلمنت در آن‌ها بازی کرده است می‌توان به باشگاه شهیر ترکیه‌ای بشیکتاش اشاره کرد.
وی همچنین در تیم‌های ملی فوتبال زیر ۲۰ سال و بزرگسالان زنان تانزانیا بازی کرده است.

## دوران باشگاهی
اوپاه کلمنت دوران حرفه‌ای خود را با سیمبا کوینز در لیگ برتر زنان سرینگتی لایت آغاز کرد. او در فصل‌های ۲۰–۲۰۱۹ و ۲۱–۲۰۲۰ قهرمان این لیگ شد. قهرمانی در فصل دوم، سیمبا کوینز را به مسابقات مقدماتی لیگ قهرمانان زنان آفریقا ۲۰۲۱ منطقه سکافا راهی کرد. این تیم در نهایت به مقام چهارم رسید. کلمنت در بازی ۱۰–۰ تیمش مقابل اف‌ای‌دی کلاب هت‌تریک کرد.
در میانه فصل ۲۲–۲۰۲۱، کلمنت در اوایل سال ۲۰۲۲ به صورت قرضی به کایسری کادین اف‌کی پیوست.
سیمبا کوینز در مسابقات مقدماتی لیگ قهرمانان زنان آفریقا ۲۰۲۲ منطقه سکافا به قهرمانی رسید و کلمنت دو گل در طول این تورنمنت به ثمر رساند. در لیگ قهرمانان زنان آفریقا ۲۰۲۲، سیمبا کوینز در جایگاه چهارم قرار گرفت. کلمنت دو گل در این تورنمنت زد و در تیم منتخب سی‌ای‌اف قرار گرفت.
کلمنت در سال ۲۰۲۳ با بشیکتاش قرارداد امضا کرد. پیش از پیوستن به این تیم، او با ۹ گل زده، آقای گل لیگ برتر زنان سرینگتی لایت بود. در مدت زمان عضویت در باشگاه فوتبال زنان بشیکتاش ترکیه، در ۱۱ بازی سوپرلیگ فوتبال زنان ترکیه به میدان رفت و ۶ گل به ثمر رساند.

## دوران ملی
اوپاه کلمنت برای تیم ملی فوتبال زنان زیر ۲۰ سال تانزانیا به میدان رفته است. این بازیکن نخستین بازی رسمی خود را برای تیم ملی فوتبال زنان تانزانیا در جام زنان کوسافا ۲۰۲۰ انجام داد.
در سال ۲۰۲۱، کلمنت به همراه تیم ملی تانزانیا عنوان قهرمانی جام زنان کوسافا ۲۰۲۱ را به دست آورد. عملکرد درخشان او در این تورنمنت مورد توجه بسیاری از کارشناسان قرار گرفت.
سال ۲۰۲۲ برای کلمنت سال پرکاری در سطح ملی بود. او ابتدا با تانزانیا در جام زنان کوسافا ۲۰۲۲ به مقام سوم دست یافت. سپس در جام زنان سکافا ۲۰۲۲ حاضر شد که در آنجا علاوه بر رسیدن به مقام چهارم با تیمش، عنوان آقای گلی این رقابتها را نیز از آن خود کرد.

## شیوه بازی
کلمنت با مهارت‌های منحصر به فرد خود در خط حمله، به یکی از بازیکنان کلیدی تیم ملی تانزانیا تبدیل شده است. توانایی او در به ثمر رساندن گل‌های حساس در موقعیت‌های مهم، از ویژگی‌های بارز بازی او محسوب می‌شود. مربیان تیم ملی همواره بر روی این بازیکن برای بازی‌های حساس حساب ویژه‌ای باز می‌کنند.
در سال ۲۰۲۳، کلمنت با حضور مستمر در ترکیب تیم ملی، نقش مهمی در پیشرفت فوتبال زنان تانزانیا ایفا کرد. تجربیات بین‌المللی او در لیگ قهرمانان آفریقا به بهبود عملکرد تیم ملی کمک شایانی نموده است. کارشناسان فوتبال معتقدند کلمنت می‌تواند در سال‌های آینده به یکی از ستاره‌های قاره آفریقا تبدیل شود.